# AV Generaal Michaëlis
AV Generaal Michaëlis, is een atletiekvereniging uit Best. De vereniging is vernoemd naar de Amerikaanse generaal John Michaelis. Als bevelhebber van het 502e regiment droeg Michaelis in de Tweede Wereldoorlog bij aan de bevrijding van Best.

## Historie
De vereniging is opgericht op 15 april 1957. De club is aangesloten bij de Atletiekunie en ligt in atletiekregio 14, De Kempen. De clubkleuren zijn blauw en wit. Vanaf 1993 beschikt AV Generaal Michaëlis over een kunststofbaan, die in 2009 is uitgebreid naar 6-laans.